# Горди Хоу Трофи
«Горди Хоу Тро́фи» (ранее — Гэри Дэвидсон Тро́фи; англ. Gordie Howe Trophy, англ. Gary L. Davidson Award) — награда, ежегодно вручавшееся самому ценному хоккеисту в регулярном чемпионате Всемирной хоккейной ассоциации в 1973—1979 годах. Была названа в честь одного из учредителей премии Гэри Дэвидсона, но перед сезоном 1975/76 была переименована в Горди Хоу Трофи в честь Горди Хоу (победившего в 1974 году).

## Победители
| Год  | Игрок        | Команда            | Позиция |
| ---- | ------------ | ------------------ | ------- |
| 1973 | Бобби Халл   | Виннипег Джетс     | ЛН      |
| 1974 | Горди Хоу    | Хьюстон Аэрос      | ПН      |
| 1975 | Бобби Халл   | Виннипег Джетс     | ЛН      |
| 1976 | Марк Тардиф  | Квебек Нордикс     | ЛН      |
| 1977 | Робби Фторек | Финикс Роудраннерс | Ц/ЛП    |
| 1978 | Марк Тардиф  | Квебек Нордикс     | ЛН      |
| 1979 | Дэйв Драйден | Эдмонтон Ойлерз    | В       |